# Principi nutritivi
I principi nutritivi o sostanze nutritive o nutrienti sono sostanze assunte durante il processo di nutrizione, sono indispensabili alla vita e al metabolismo degli organismi viventi, siano essi animali, vegetali, funghi, batteri, archeobatteri o protisti.

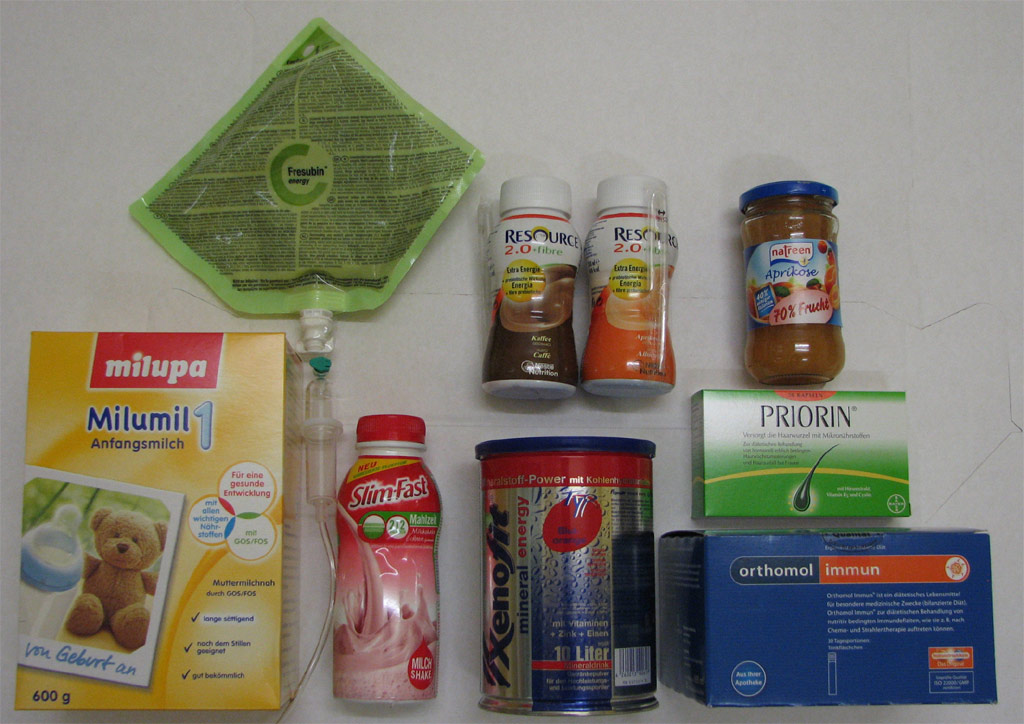
Dieta supplementare, usata in Germania.

## Funzioni e categorie
I principi nutritivi si suddividono, in una prima e sommaria approssimazione in:
- energetici, per fornire energia per il mantenimento delle funzioni vitali e per le attività corporee e sono diversi a seconda del tipo di organismo considerato. Se autotrofo facoltativo o obbligato  se è eterotrofo. Nel primo caso quale è la sua fonte energetica principale, se fotoautotrofo e chemioautotrofo, e nel secondo caso se  chemiolitoeterotrofo o chemioorganoeterotrofo. In quest'ultima categoria, per gli animali superiori possiamo ritenere che  glucidi, lipidi e i protidi, lunghe catene di amminoacidi, siano i principali combustibili per l'organismo;
- plastici, per fornire materiale plastico per la crescita, il rimodellamento, la sostituzione e la riparazione delle cellule. Necessari anche per gli organismi autotrofi (primi tra tutti il fornitore di carbonio, spesso l' anidride carbonica), per gli animali superiori sono amminoacidi e protidi;
- bioregolatori e nutrienti inorganici, per fornire materiale regolatore delle reazioni metaboliche (minerali, vitamine e ogni altra molecola essenziale nello specifico metabolismo esaminato, come amminoacidi essenziali ed altro).

## I nutrienti nei diversi organismi
i nutrienti negli organismi in generale servono per mantenere l'organismo sano e in forma, evitando le malattie che si possono sviluppare senza di essi

## Nell'uomo
L'insieme delle quantità di macro e micronutrienti necessarie per mantenere lo stato di salute dell'uomo è definito Fabbisogno Sostanziale Umano.

### I macronutrienti nell'alimentazione umana
I macronutrienti sono sostanze necessarie per la produzione di energia e per fornire materiale plastico per la crescita e la rigenerazione del corpo. In particolare:
- i carboidrati, o glucidi, sono la fonte energetica principale in quanto vengono rapidamente metabolizzati in glucosio che viene usato come "carburante" per lo svolgersi di tutte le funzioni delle cellule e dei tessuti. Le maggiori fonti alimentari di carboidrati sono gli alimenti farinacei (pasta, pane ecc.), i tuberi amidacei (patate ecc.), i legumi, la frutta e lo zucchero.
- le proteine sono il principale materiale plastico che serve per la costruzione dei tessuti e degli organi. I muscoli per esempio sono principalmente costituiti da proteine. L'assunzione di proteine è quindi molto importante nei bambini in crescita, poiché devono "costruire" il proprio corpo, ma sono indispensabili anche in età adulta per la rigenerazione dei tessuti. Le proteine inoltre hanno una funzione importante per il sistema immunitario e ormonale, e possono essere usate per produrre energia in carenza di glucidi. Le maggiori fonti alimentari di proteine sono la carne, animali acquatici come pesci, il latte e le uova, ma anche i legumi (soia, fagioli, piselli) ne sono molto ricchi. Nella scelta degli alimenti proteici è importante considerarne il valore biologico.
- i lipidi sono un'importante fonte di energia e possono servire come riserva in quanto vengono utilizzati più lentamente che i glucidi. Sono inoltre fondamentali per il mantenimento delle membrane cellulari e per l'assorbimento di alcune vitamine (A, D, E, e K). I lipidi sono contenuti soprattutto nei condimenti grassi come burro, olio, strutto e lardo, ma anche nella carne, nel pesce e nella frutta secca (noci, mandorle ecc.). La qualità e gli effetti sulla salute dei lipidi sono direttamente correlati al loro contenuto in acidi grassi, che differisce molto tra grassi di origine animale e vegetale.

### I micronutrienti nell'alimentazione umana
I micronutrienti sono sostanze nutritive che devono necessariamente essere assunte, anche in piccola quantità, dall'organismo, in quanto indispensabili ai fini del metabolismo.

In particolare si suddividono in:
- Vitamine
- Minerali